# Teschio Rosso
Teschio Rosso (in inglese Red Skull) è un'identità assunta da diversi personaggi apparsi nei fumetti statunitensi pubblicati dalla Marvel Comics e precedentemente dalla Timely Comics. La prima versione, George Maxon, è apparsa in Captain America Comics n. 1 e n. 4. L'incarnazione principale del personaggio, Johann Schmidt, è stata creata da Joe Simon e Jack Kirby, ed è apparsa per la prima volta in Captain America Comics n. 7 nell'ottobre 1941. Il personaggio, nato come elemento di propaganda durante la seconda guerra mondiale, rappresentava una Germania nazista, antidemocratica, imperialista e bellicosa che si oppone ad un'America libera e democratica (rappresentata da Capitan America) e riscosse da subito un grande successo di pubblico, affermandosi come uno degli antagonisti più famosi della storia dei fumetti. È raffigurato come un agente nazista, protetto di Adolf Hitler, che indossa una temibile maschera da teschio rosso sangue, simboleggiante la carneficina e il caos.
Il Teschio Rosso si è classificato quattordicesimo nella "lista dei 100 più grandi cattivi dei fumetti" di IGN, e ventunesimo in quella dei "100 più grandi cattivi di tutti i tempi" secondo Wizard.
Il personaggio ha avuto trasposizioni cinematografiche e televisive oltre a comparire come antagonista principale o personaggio secondario in alcuni lungometraggi del Marvel Cinematic Universe degli anni 2010.

## Storia editoriale
Il personaggio fu ideato dallo scrittore e disegnatore Joe Simon; l'idea gli venne mangiando un gelato, il sundae alla ciliegia che gli fece pensare a un antagonista dalla testa completamente rossa; in un primo momento Simon denominò il personaggio "Hot Fudge", ma poi, notando che la ciliegina sul sundae assomigliava alla forma di un cranio umano, decise di chiamarlo "Red Skull", ovvero Teschio Rosso, che esordì in Captain America Comics n. 1 della Timely Comics del marzo 1941, realizzato dal team composto da Simon, Jack Kirby e France Herron.
Nel primo numero, l'identità segreta del Teschio Rosso è George Maxon, il proprietario della Maxon Aircraft Company che fornisce gli aerei all'esercito degli Stati Uniti. Maxon indossa una maschera per creare l'aspetto del Teschio Rosso e viene spesso mostrato in volto. Come per il Teschio Rosso, Maxon tenta di rapinare banche, al fine di raccogliere fondi per rovesciare il governo degli Stati Uniti. Nel fumetto dice: "L'elemento principale per rovesciare il governo è il denaro."
Una nuova versione del Teschio Rosso è stata introdotta in Captain America #7 (ottobre 1941). In questo fumetto si scopre che George Maxon era in realtà una pedina del Teschio Rosso, che nei fumetti successivi sarebbe stato identificato nel gerarca nazista Johann Schmidt.
Dopo un'assenza dai fumetti per molti anni, sia Capitan America e il Teschio Rosso sono stati portati nel 1954 in Young Men Comics n. 24, in una storia dal titolo "Ritorno dalla morte". Qui il Teschio Rosso, pensando che Capitan America sia morto, ha lasciato la politica e ha iniziato una grande impresa criminale negli Stati Uniti. Nella sua successiva apparizione, nel n. 27, il Teschio Rosso viene dato per morto.
L'origine del personaggio è stato approfondita nella serie limitata Teschio Rosso: il Male Incarnato, che mostra il vero volto di Johann Schmidt.

## Biografia del personaggio

### Origini
Johann Schmidt nasce in Germania da Hermann e Martha, la quale muore dandolo alla luce. Preso dallo sconforto per aver perso la moglie, Hermann tenta di uccidere il figlio affogandolo. Fortunatamente Johann viene condotto in salvo da un medico, mentre suo padre si suicida la mattina seguente. Dopo aver trascorso i primi sette anni in orfanotrofio, Johann fugge ed inizia a vivere per strada, dove è vittima dei soprusi e delle violenze dei ragazzi più grandi. In seguito trova lavoro come garzone in una bottega di un ebreo, dove si innamora di Esther, figlia del proprietario; quando quest'ultima respinge le sue avances, Johann la massacra con una pala, compiendo così il suo primo omicidio. La sua vita cambia del tutto quando, divenuto cameriere in un hotel di lusso, un giorno si ritrova a servire Adolf Hitler in persona. Il Führer, in un attimo di rabbia con un generale della Gestapo, afferma di poter trasformare chiunque, persino un cameriere, nel Superuomo idealizzato dal nazismo. Divenuto pupillo di Hitler, Schmidt viene quindi fornito di una maschera a forma di teschio e assume il nome di Teschio Rosso.

#### La seconda guerra mondiale
Diventato uno dei gerarchi più crudeli al servizio di Hitler, il Teschio si costruisce un nome assaltando villaggi in giro per l'Europa alla guida delle truppe delle SA. Il suo marchio di fabbrica è la "Polvere della Morte" (Dust of Death), una polvere dal colore scarlatto e terribilmente letale che conferisce alle vittime un volto identico al suo. Le sue azioni spingono gli Stati Uniti a creare un perfetto supersoldato in grado di opporsi a lui: Capitan America. I due si scontrano per la prima volta nella Parigi occupata dai nazisti. Cap ha la meglio sul criminale, dando inizio ad un'interminabile rivalità tra i due.
Nel 1941, il criminale assolda un imprenditore americano, George Maxon, e lo convince a tradire la sua patria e a infiltrarsi, travestito da Teschio Rosso, tra le file statunitensi. In uno scontro con Cap, però, Maxon perde la vita, investito in pieno dall'esplosione di una bomba.
Non accontentandosi di essere un semplice subalterno di Hitler, Teschio Rosso incarica il Barone Wolfgang von Strucker, personalità di spicco dell'epoca spesso in contrasto con Hitler, di fondare un centro di potere alternativo in Asia: l'Hydra. Tuttavia, Strucker decide presto di rompere i legami con il Teschio, assumendo il controllo dell'organizzazione.
Gli ultimi anni della seconda guerra mondiale sono caratterizzati da ripetuti scontri tra il Teschio e i nemici Alleati: Capitan America, Bucky, gli Howling Commandos e gli Invasori. Il criminale, sentendo vicina la fine del Terzo Reich, rinsalda i rapporti con Strucker e la sua Hydra, e trova nuovi alleati come il genetista Arnim Zola e Heinrich Zemo. Da Strucker, il Teschio ottiene un gas sperimentale per l'animazione sospesa che avrebbe fatto sopravvivere lui e il Führer per lunghi anni, nel caso la Germania fosse collassata. Il punto di svolta arriva quando, durante una missione in Inghilterra, Capitan America tramortisce il Teschio Rosso e lo lascia nel suo bunker segreto. La zona viene in seguito bombardata dagli aerei Alleati e il Teschio viene dato per morto.

### L'era moderna

#### La morte
All'insaputa di tutti, però, il Teschio si salva e, grazie al gas di Strucker, sopravvive agli anni successivi alla guerra. Ritrovato durante una spedizione dalla THEM, organizzazione sussidiaria dell'Hydra del Barone, il Teschio comincia una collaborazione con loro. L'idillio dura poco, interrompendosi quando il criminale ruba un'arma capace di alterare la realtà, il Cubo Cosmico, dai laboratori della branca scientifica dell'Hydra, l'AIM. Celebre è quella volta in cui utilizza il Cubo per alterare la personalità di un teppista di Harlem, tale Sam "Snap" Wilson, per farne un prezioso alleato del Cap che avrebbe infine dovuto tradirlo. I piani del criminale però, falliscono, poiché Wilson si ribella al controllo del Teschio e decide di diventare un eroe, Falcon, partner e nuovo migliore amico di Capitan America.
Durante questi anni, ha una figlia da una lavandaia che, proprio come sua madre, muore poco dopo aver partorito. Presa dimora presso la Casa del Teschio (Skull-House), il Teschio cresce ed addestra la piccola Synthia Schmidt e, dopo averla sottoposta a trattamenti che ne accelerano la crescita e le conferiscono una forza fuori dal comune, le dà il nome in codice di Madre Superiora.
A questo punto, gli effetti del gas che gli hanno permesso di vivere tanto a lungo cominciano a dissiparsi e il Teschio inizia a invecchiare molto rapidamente. Aiutato dalla figlia, cerca quindi di organizzare la sua ultima battaglia contro Capitan America: rapisce tutti i migliori amici dell'eroe a stelle e strisce e, tramite un veleno, induce un rapido invecchiamento nel nemico, intenzionato a morire insieme a lui. Cap, però. sopravvive allo scontro e il Teschio, tragicamente, pare morire d'infarto proprio tra le braccia del Capitano, acerrimo nemico di sempre.

#### La resurrezione
Il suo cervello invece fu collegato al corpo di un clone di Capitan America da Arnim Zola, un crudele genio della genetica al suo servizio. Teschio Rosso in questa sua nuova incarnazione si è nascosto sotto l'identità del magnate John Smith, creando infine la sua milizia personale: la Ciurma degli Scheletri.
Nel periodo in cui fu creduto morto dal Capitano, il Teschio alias "John Smith" manovrò in gran segreto la commissione per le attività superumane, che costrinse Steve Rogers a rinunciare al costume e allo scudo di Capitan America, consegnandoli ad un sostituto dall'indole più aggressiva (John Walker).
Infine fece scontrare Steve Rogers contro John Walker, manovrando con l'inganno quest'ultimo; al termine del duello il Teschio cercò di uccidere Rogers col suo mortale gas, contenuto in una sigaretta ma, colpito dallo scudo lanciato da Walker (che intuì come stavano in realtà le cose) accidentalmente inalò lui stesso la dose, che ne sfigurò il volto rendendolo orribile come la maschera da cui prende il nome.
Nel corso degli anni il Teschio ha avuto diversi sottoposti, ma il violento Crossbones si è rivelato il suo miglior agente, tanto da divenire il suo braccio destro.
Oltre a Capitan America, si ritrova spesso come avversari lo S.H.I.E.L.D. e tutta la comunità dei supereroi Marvel. Guida diverse organizzazioni di stampo neonazista ed ha come scopo ultimo della vita il dominio del mondo.
Per un certo periodo il Teschio si è infiltrato con l'inganno tra i membri del governo Stati Uniti d'America nei panni del ministro della difesa Dell Rusk (anagramma di Red Skull, teschio rosso in inglese), ostacolando spesso burocraticamente i Vendicatori. Nei panni di Rusk, il Teschio usò finanziamenti governativi per creare una terribile arma batteriologica all'interno di un laboratorio segreto nascosto all'interno del monte Rushmore. Il virus venne poi liberato facendo numerose vittime, creando una "zona rossa" di quarantena ai piedi del monte. Fu solo grazie agli sforzi congiunti di tutti i Vendicatori che il Teschio venne smascherato e infine sconfitto.
Ucciso dal Soldato d'inverno, mandato da Aleksander Lukin, è riuscito, grazie ad un Cubo Cosmico, a trasferire la sua mente in Lukin. Dunque, il Teschio vive ancora nel corpo di Lukin, costringendo quest'ultimo ad una forzata convivenza, durante la quale il Teschio sembra volersi impadronire del suo corpo imponendo la sua volontà.

### L'era contemporanea

#### Civil War
Durante Civil War, il Teschio assume Crossbones come cecchino per sparare a Capitan America mentre questi si trovava sulle gradinate del tribunale per essere processato. Dopo che lo ha colpito, il Dottor Faustus ipnotizza Sharon Carter per farle sparare a bruciapelo i colpi letali che uccisero Capitan America. Così il Teschio, dopo numerose battaglie, ha finalmente adempiuto il suo obiettivo, almeno parzialmente.
Nonostante abbia ucciso il suo peggior nemico, abbia sotto il suo controllo il Capitan America degli anni cinquanta (ex Gran Direttore) e la stessa Sharon, attualmente una schiava sotto il suo comando, i piani del Teschio Rosso sono ancora incompleti: tramite la Kronas (la società petrolifera di Lukin) il Teschio sta provocando una profonda crisi all'economia americana, aumentando il prezzo del petrolio e pignorando numerosi immobili, provocando disordini e rivolte nelle strade.
Ma il Soldato d'Inverno, alias Bucky, decide di indossare il mantello del suo mentore per continuarne la battaglia colpendo duramente l'organizzazione del Teschio, in vendetta per la morte del suo eroe e per gli anni spesi al servizio di Lukin.
Il Teschio Rosso e sua figlia, Sin, tentano a questo punto di interferire con le elezioni, per avere degli appoggi politici in Parlamento in grado di garantire loro una certa immunità.
Per separarsi da Lukin, il Teschio intende trasferire la sua mente nel bambino che Sharon Carter porta in grembo, concepito con Steve Rogers (e che ha potenzialmente ereditato il siero del supersoldato del padre) grazie ad un congegno che ha ricevuto dal Dottor Destino. Il piano non è andato a buon fine, in quanto Sharon ha perso il bambino dopo essere stata pugnalata da Sin.
Quando Falcon e la Vedova Nera attaccarono la sua base, il Teschio tentò la fuga ma venne fermato da Sharon Carter, che gli sparò dei colpi a bruciapelo.
A morire però fu Lukin, in quanto la mente del Teschio era stata trasferita in un corpo robotico tipo quello di Arnim Zola, con l'immagine della sua maschera mortifera nello schermo posto sul torace dell'androide.

#### Capitan America: Rinato
Informato da Arnim Zola del reale fatto di Steve Rogers (disperso in un limbo spazio/temporale) Norman Osborn si convince che avere il Teschio Rosso nel corpo di Capitan America a capo dei suoi Oscuri Vendicatori sarebbe una risorsa importante; a questo scopo libera dalle loro celle Sin e Crossbones, affinché portino il Teschio a Latveria, ove il Dottor Destino lo aiuterà ad impossessarsi del corpo del Capitano. L'operazione ha successo e dal dispositivo temporale di Destino si rialza Capitan America, ma all'interno del suo corpo vi è la psiche del Teschio.
Con il controllo del corpo di Cap, il Teschio mira a catturare i Nuovi Vendicatori e consegnarli al Presidente degli Stati Uniti, fingendo un clamoroso ritorno dalla tomba del celebre eroe, seguendo il piano di Norman Osborn.
Durante una clamorosa battaglia nel cuore di Washington, i Vendicatori affrontano Crossbones e le nuove forze dell'A.I.M., ovvero la squadra M.O.D.O.K., mentre davanti al monumento di Lincoln, il nuovo Cap affronta in duello il Teschio, che contemporaneamente è affrontato sul piano psichico dal Cap originale: preso in una battaglia su due fronti, il Teschio sembra comunque aver la meglio su i due eroi, ma proprio quando sta per infliggere il colpo di grazia su Bucky, Steve Rogers riesce a prevalere, riuscendo ad imporre la propria volontà su quella del Teschio, riprendendo il possesso del proprio corpo ed espellendo la mente del criminale nuovamente nel corpo robotico.
Con il suo piano andato in fumo e vedendosi nuovamente imprigionato in quella struttura robotica, il Teschio perde il controllo, andando su tutte le furie: Sharon Carter lo irradia di Particelle Pym, rendendolo un gigante, in modo da impedirgli la fuga: unendo gli sforzi ai Nuovi Vendicatori, i due Capitan America affrontano il Teschio faccia a faccia, dando l'occasione a Sharon, a bordo dell'aereo su cui era tenuta prigioniera, di colpirlo con i missili, che abbattono definitivamente il Teschio Rosso, distruggendolo. Steve Rogers si convince che questa volta è davvero finita per il suo vecchio nemico.

#### Marvel: NOW!
Dopo il termine di Avengers vs. X-Men, un clone del Teschio Rosso (molto più giovane dell'originale), con l'aiuto di alcuni mutanti, trafuga il corpo del defunto Charles Xavier per farsi innestare parti del suo cervello ed ottenere i suoi poteri telepatici, ma verrà sconfitto dai nuovi Incredibili Vendicatori e costretto alla fuga.

#### Axis
Tempo dopo Magneto, Havok, Scarlet e Rogue vengono catturati separatamente dai T-Men, gli sgherri del Teschio Rosso, e rinchiusi nel campo di concentramento per mutanti costruito da quest'ultimo: insieme riescono a liberarsi ed affrontano i T-Men, uccisi da Magneto. Subito dopo combattono contro lo stesso Teschio Rosso, ma mentre i Vendicatori vogliono catturarlo vivo, Magneto alla fine lo uccide a mani nude ritenendolo troppo pericoloso per vivere; pochi istanti dopo però il Teschio risorge come Onslaught.
In soccorso dei mutanti arrivano molti Vendicatori, Inumani, X-Men ed anche una serie di supercriminali radunati da Magneto: nonostante i rinforzi però la sconfitta sembra certa e Scarlet e Doctor Strange tentano una mossa disperata, tentando di risvegliare il lato buono del cervello di Charles Xavier tramite un incantesimo, sperando che faccia scomparire Onslaught stesso. L'incantesimo ha successo ma inverte anche la morale di tutti i presenti, eroi e non: il Teschio svenuto viene preso in custodia dai Vendicatori, ma non passerà molto tempo prima che Vendicatori ed X-Men scendano in guerra gli uni contro gli altri a causa della loro malvagità causata dall'incantesimo. Mentre Steve Rogers tenta di fermare lo scontro con i pochi Vendicatori ancora normali a disposizione e i criminali divenuti buoni, il Dottor Destino, tra i criminali con la morale invertita, compie con l'aiuto del Teschio Rosso, anch'egli buono, un nuovo incantesimo, facendo tornare le cose alla normalità.

#### Nuovissimo Universo Marvel
Dopo gli eventi di Secret Wars, il Teschio Rosso fonda una nuova incarnazione dell'Hydra di cui diventa il leader supremo, con l'aiuto della figlia Sin e di Crossbones; colloca inoltre il proprio quartier generale nei sotterranei dell'ex-villa dei Vendicatori, venduta tempo prima dagli eroi per problemi economici. Servendosi inoltre di Kobik, cubo cosmico senziente con l'aspetto di una bambina, ha restituito la giovinezza a Steve Rogers, riscrivendone completamente il passato e rendendolo un agente dell'Hydra sotto copertura.

## Altre versioni

### George John Maxon
Maxon è il primo "Teschio Rosso" affrontato da Capitan America e Bucky.
Una notte, il Maggiore Coy viene trovato morto nella zona di Broadway, dove abita.
Steve Rogers e James B. Barnes lo avevano appena accompagnato a casa in uniforme militare; al sopraggiungere della polizia i due amici fingono di rientrare a casa, per poter tornare dopo nei panni di Capitan America e Bucky e dedicarsi alla ricerca del Teschio Rosso, l'autore dell'omicidio. I due eroi conducono le loro indagini separatamente: sarà Bucky, per una casualità, a scoprire il Quartier Generale del Teschio. Mentre attende l'arrivo di Capitan America un incidente rivela la sua presenza a una guardia, che riesce a catturarlo, ma nulla può quando interviene Cap in suo soccorso: lo Scudiero sconfigge gli uomini del Teschio Rosso, ma non riesce a impedire la fuga al criminale.
Steve Rogers e James si trovavano in una base militare in cui era di stanza anche il Generale Manor. Questa base riceve un ospite d'onore, di nome George John Maxon, direttore della Maxon Aircraft Corporation, una fabbrica di aeroplani. Presentatosi per vedere i suoi aerei in azione, assiste al precipitare in fiamme di uno di essi, che esplode al suolo. Dopo un'animata discussione con il Generale, Maxon lo riaccompagna a casa, dove ad attenderlo c'è la moglie che ha un pacco (pervenuto al mattino mentre lui si trovava alla base) contenente un biglietto con una minaccia: «Questa è la tua ultima notte sulla terra, Generale Manor! La morte già si avvicina!». Compare d'improvviso il Teschio Rosso che stringe il collo del generale fino a strangolarlo, malgrado la moglie sia accorsa per aiutarlo e gli punti una pistola, a rischio anche della sua vita. Sopravviene Capitan America che salva la moglie del generale ma viene stordito dal supercriminale, che vuole ucciderlo. Bucky lo blocca, finché Cap si riprende e con un violento pugno spacca la maschera del Teschio Rosso, rivelando così che sotto si celava Maxon. Questi cerca di avvelenare il Capitano e il suo partner con una siringa di veleno ma accidentalmente ne resta vittima egli stesso, morendo. Si scoprì in seguito che Maxon in realtà era solo una pedina del vero Teschio rosso (Johann Schmidt).
Il vero Teschio Rosso trama nell'ombra mentre è creduto morto. Il maggiore Douglas ha avuto l'incarico dai suoi superiori di custodire degli importanti documenti, che porta a casa per ritirarli in una piccola cassaforte nascosta dietro a un quadro. A sorpresa entra in scena il Teschio che ruba i piani e sbatte a terra il maggiore. I tecnici del Teschio Rosso realizzano una gigantesca talpa meccanica dotata di una punta perforante che le consente di passare attraverso suolo ed edifici. Cap e Bucky, accorsi per protegger Douglas, nulla possono e lasciano scappare il Teschio, che si trovava a bordo della talpa meccanica. Tornati al quartier generale del Teschio, Cap e Bucky ingaggiano un secondo combattimento col Teschio, che anche stavolta tenta la fuga a bordo della talpa meccanica, da cui tira una bomba con una miccia accesa verso i due supereroi, ma Capitan America l'afferra prima che esploda e riesce a rilanciargliela: nell'esplosione che ne consegue, la trivella gigante viene distrutta e del Teschio Rosso non si hanno traccia, di conseguenza viene dato per morto.

### Albert Malik
Albert Malik indossa i panni di Teschio Rosso degli anni cinquanta per conto del governo sovietico con l'incarico rintracciare negli USA la cassetta di sicurezza 339 di Hitler, che avrebbe dovuto contenere delle armi segrete, ma che in realtà si scopre poi custodire solo vecchie carte, medaglie e schizzi del leader nazista.
È grazie a lui se nasce il Capitan America degli anni cinquanta. Teschio Rosso cerca di attuare in seguito diversi piani criminali, come attaccare il palazzo delle Nazioni Unite o rubare dei missili americani, ma viene sempre fermato da Capitan America e Bucky.
Proprio per evitare ulteriori scontri con i due supereroi, Teschio Rosso decide di spostare le sue attività in Algeria. Qui egli riesce a individuare due agenti americani sotto copertura, i coniugi Parker e, dopo averli uccisi, fa anche in modo che vengano ingiustamente accusati di tradimento. Molti anni più tardi, è il figlio della coppia, Peter (l'Uomo Ragno), a dimostrare l'innocenza dei genitori.
L'azione congiunta di Peregrine, Occhio di Falco e Uomo Sabbia, sotto la guida di Silver Sable, consente alla giustizia di mettere le mani su Malik. Dopo essere stato liberato dai suoi scagnozzi, Malik viene però ucciso da uno dei tanti Flagello (Scourge) per conto del Teschio Rosso nazista, che voleva liberarsi del suo emulo sovietico.

## Poteri e abilità
Sebbene non possieda superpoteri magici da lui, Teschio Rosso possiede un alto intelletto e genio inventivo ed è uno stratega politico, militare e sovversivo di grande talento. Il suo genio gli ha consentito di diventare un esperto in campi di studio tra cui ingegneria, tattiche militari, storia, travestimento, psicologia, filosofia, chimica e fisica. Forma un piano che consiste in due o più obiettivi per soddisfare i suoi bisogni, trattenendo un piano nascosto da rivelare tardi e un piano di riserva nel caso in cui il suo piano attuale tendesse a fallire. A parte la sua capacità di produrre piani elaborati, Teschio Rosso ha conoscenza ed esperienza nei campi della leadership ed è noto per essere estremamente manipolatore. È anche furbo abbastanza da evitare di essere catturato o ucciso (spesso finge la propria morte). Un suo clone riuscì ad ottenere per un certo periodo il cervello di Charles Xavier, ottenendo i suoi poteri telepatici che gli permisero di influenzare anche Thor in un'occasione.
Brillante scienziato, ha creato varie armi apocalittiche. L'arma personale più famigerata di Teschio Rosso era la sua cosiddetta "polvere di morte", la stessa con cui si è tinto la sua maschera. La composizione chimica di questa polvere è sconosciuta, ma uccide una vittima in pochi secondi dal contatto con la pelle. La polvere fa raggrinzire, rassodare e assumere una colorazione rossastra alla pelle della testa della vittima, mentre fa cadere tutti i suoi capelli; quindi la testa della vittima assomiglia a quella del criminale. Porta anche un ampio arsenale di armi da fuoco ed esplosivi convenzionali e avanzati.
È stato dimostrato come un superbo artista marziale, al punto da contrastare Bucky Barnes e Sam Wilson, anche se non è mai stato alla pari con lo stesso Capitan America; è stato originariamente allenato da atleti tedeschi nominati da Hitler. Grazie ad un intenso esercizio fisico regolare sviluppò una forza fisica al picco umano: può sollevare 800 libbre (363 kg) con il massimo sforzo. Anche la resistenza, l'agilità e la velocità vennero migliorate. A parte la sua esperienza nei combattimenti, è molto addestrato come tiratore scelto con varie forme di pistole e ben versato nell'uso di armi da fuoco ed esplosivi.
Ad un certo punto, la mente del Teschio Rosso abitava in un corpo clonato da quello di Capitan America, che possedeva le alterazioni mutagene indotte dal siero del supersoldato. Era così dotato di un corpo in perfette condizioni fisiche, con forza, velocità, durata, agilità, destrezza, riflessi, coordinazione, equilibrio e resistenza fisica che superavano quelle di un atleta olimpico. Nonostante il tessuto cicatriziale che gli copriva il viso e la testa, i suoi sensi erano ancora al di sopra della media.
Altra caratteristica del personaggio è la longevità: grazie ad un gas allora in fase di sperimentazione (che avrebbe esteso la durata della vita al Führer) Schmidt finì in uno stato di ibernazione sospesa che durò molti anni. Quando venne risvegliato, Schmidt non era invecchiato di un giorno.

## Panoramica del personaggio
Teschio Rosso rappresenta una delle minacce più grandi dell'universo Marvel ed è il principale e peggior nemico di Capitan America. Nelle sue apparizioni nei fumetti, è raffigurato come un agente della Germania nazista e uno dei confidenti di Adolf Hitler durante la seconda guerra mondiale, divenendo presto l'incarnazione dei diabolici piani del suo padrone.  È ritratto come un individuo molto intelligente, ambizioso, manipolatore e crudele, con un complesso divino, che opera principalmente nell'ombra e ha contatti influenti in tutto il mondo. È stato strettamente legato all'organizzazione terroristica Hydra e questo lo rende un nemico dello S.H.I.E.L.D. e dei Vendicatori. Nonostante la sua arroganza e spietatezza, si dimostra anche pragmatico e capace di riconoscere i propri errori per adattare i suoi piani di conseguenza.
Come Capitan America, Schmidt sopravvisse alla seconda guerra mondiale. Lo spietato ex comandante nazista, la cui lotta fu la vera ragione della "nascita" di Capitan America, ritornò per rivendicare il dominio del mondo e compiere un genocidio. Apparentemente viene ucciso, solo per tornare più e più volte. I suoi ricordi e la sua personalità furono trasferiti nel corpo clonato di Capitan America e in quello di Aleksander Lukin, continuando a vivere. Da allora, risiede in uno dei corpi androidi costruiti da Arnim Zola.
Sebbene inizialmente indossi una spaventosa maschera rossa dalle fattezze di un teschio, Schmidt subisce un'orribile deturpazione decenni dopo, durante uno scontro con Capitan America, dalla "polvere della morte" da lui stesso sviluppata che fa sì che il suo viso corrisponda alla sua persona.
Molti supercriminali della Marvel Comics si sono rifiutati di allearsi con lui a causa della sua ideologia contorta e del suo legame con i nazisti. Il mutante Magneto, essendo un ebreo sopravvissuto all'Olocausto, rifiutò un'alleanza con il Teschio, mentre il mafioso Kingpin considerava suo dovere patriottico impedire al Teschio Rosso di imporsi sul suo territorio. Le uniche eccezioni sono altri cattivi con un passato simile come il Barone Strucker, il Barone Zemo e Arnim Zola.

## Versioni alternative
- Nell'universo Amalgam, il Teschio si fonde con un altro celebre supercriminale dei comics, Lex Luthor, col quale forma la nemesi di Supersoldato (Capitan America fuso a Superman): Il Teschio Verde, chiamato così a causa delle contaminazioni da Kriptonite.
- Nella sua versione Marvel Zombi invece il Teschio riesce finalmente ad avere la meglio sul suo arcinemico, il Colonnello America, uccidendolo approfittando dell'apertura che ha sul cranio.
- Nel futuro alternativo di Vecchio Logan, il Teschio organizza un'alleanza tra i supercriminali che stermina tutti i supereroi della terra. Dopo aver ucciso il suo nemico di sempre Capitan America, il Teschio diventa presidente degli Stati Uniti, e consegna uno Stato per ogni criminale. Il Teschio indossa il costume del Capitano come cimelio per suggellare il suo trionfo, e fa allestire una stanza piena di manufatti degli eroi caduti (lo scudo di Cap, l'armatura di Iron Man, il mantello del Dottor Strange, la spada d'ebano del Cavaliere Nero ecc.). Verrà ucciso da Logan, che lo decapita usando lo scudo[23].
- Nell'universo Ultimate esiste una versione del Teschio Rosso, ma anziché essere un nazista, egli è in realtà il figlio illegittimo di Capitan America. Cresciuto in gran segreto in una base americana, trattato come una cavia (possiede tutte le capacità del padre, ma in quantità maggiori), a diciassette anni si ribellò e uccise duecentoquarantasette soldati durante la sua fuga[24]. Il suo nome è dovuto al fatto che si deturpò volontariamente il viso (togliendosi la pelle del volto con un coltello) per non assomigliare più a suo padre[24]. Nel fumetto, inoltre, è proprio lui ad uccidere il presidente Kennedy come atto di ribellione nei confronti degli Stati Uniti[25]. Il Teschio cerca di impossessarsi del cubo cosmico, potente manufatto in grado di alterare la realtà, ma viene sconfitto da Cap, che lo trafigge con un jet[26]. Ricoverato in ospedale e in punto di morte, il Teschio rivela a Nick Fury di essersi impossessato del cubo con l'intento di cambiare il passato, far ritornare suo padre dalla guerra e vivere come una famiglia felice[26]. Subito dopo verrà ucciso dalla nuova Wasp, in passato una delle tante vittime del criminale.
- Su Terra-818 il Teschio Rosso si fonde con un simbionte Klyntar e diventa il Teschio Nero amplificando così i tratti distintivi della controparte di Terra-616.

## Altri media

### Animazione
- Teschio Rosso compare in un breve cameo nel film animazione Iron Man & Hulk: Heroes United (2013).
- Teschio Rosso è l'antagonista principale del film animazione Iron Man & Captain America: Heroes United (2014).

### Cinema

#### Capitan America(1990)
Il personaggio è apparso per la prima volta come antagonista principale nel film Capitan America (1990), interpretato da Scott Paulin. Nel film il Teschio non è il tedesco Johann Schmidt, ma un italiano, Tadzio De Santis, sottoposto da bambino dagli esperimenti dei nazisti gestiti dalla Dottoressa Vaselli. Il progetto noto come "Rinascita" trasformò il bambino che divenne fortissimo e ancora più intelligente ma, a causa della mancata messa a punto dell'innovativa macchina, l'epidermide sul suo volto acquisì una pigmentazione rossa e subì un cambiamento genetico. Divenuto presto un abilissimo scienziato, il ragazzo fu messo a capo del dipartimento scientifico e tecnologico di Hitler. Successivamente la dottoressa Vaselli si rifugiò negli Stati Uniti e, perfezionata la macchina, ripeté l'esperimento con un uomo (e non più un bambino) di corporatura esile, di nome Steve Rogers. Così fu creato Capitan America. Dagli scontri e da quanto si apprende nel film, Capitan America non è in grado di affrontare in combattimento Teschio Rosso (che è stato trasformato in giovane età) poiché ha maturato i poteri più tardi e poiché gli effetti della macchina sono stati attenuati per evitare le degenerazioni dell'epidermide che hanno interessato Teschio Rosso.

### Marvel Cinematic Universe

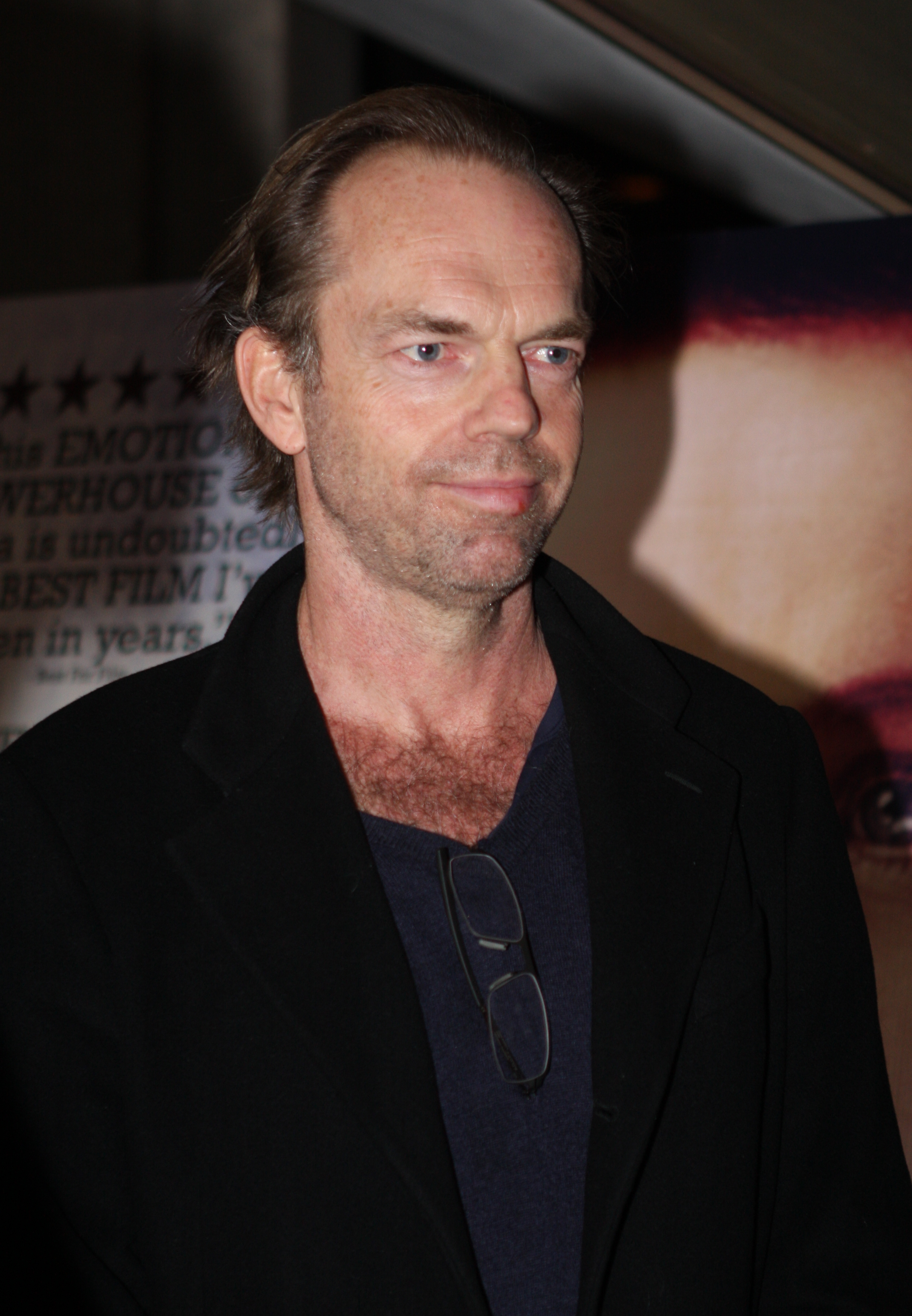
Hugo Weaving, ha interpretato Teschio Rosso / Johann Schmidt nel film Captain America - Il primo Vendicatore

Nel franchise del Marvel Cinematic Universe, Teschio Rosso è interpretato inizialmente da Hugo Weaving e, successivamente, Ross Marquand. In tale versione si tratta di un ufficiale tedesco al comando del dipartimento scientifico e tecnologico di Hitler (l'HYDRA) che, di sua iniziativa, si sottopone al siero del dottor Erskine: il trattamento incrementa la forza dell'ufficiale, ma parallelamente lo sfigura gravemente al volto.
- Teschio Rosso, interpretato da Weaving, è l'antagonista principale del film Captain America - Il primo Vendicatore (2011),[27][28] in cui sfrutta i poteri dell'arma segreta dell'Hydra, il Tesseract (che contiene la Gemma dello spazio) per alimentare le innovative armi ideate da Arnim Zola, così da vincere la seconda guerra mondiale e conquistare il mondo intero con il suo esercito segreto. I suoi diabolici piani vengono ostacolati dal suo arcinemico Captain America. Nello scontro finale tra i due, il Tesseract viene danneggiato. Il nazista afferra erroneamente l'oggetto, venendo così risucchiato da una strana forza e scomparendo misteriosamente nel nulla.
- In Captain America: The Winter Soldier (2014) il volto di Teschio Rosso compare nel computer in cui Zola, diventato un'intelligenza artificiale, ha traslato la sua mente.
- In Avengers: Infinity War (2018) si scopre che, dopo gli avvenimenti del primo film di Captain America, Teschio Rosso, stavolta interpretato da Marquand, è stato trasportato dal Tesseract sul pianeta Vormir, dove è diventato il custode della Gemma dell'anima. Quando Thanos e Gamora giungono su Vormir, Teschio Rosso rivela loro che, per ottenere la gemma, Thanos dovrà sacrificare ciò che ama; quest'ultimo, con le lacrime agli occhi, decide così di uccidere la sua figlia adottiva Gamora. Il Titano Pazzo si impossessa dunque della Gemma, liberando Teschio Rosso dalla sua maledizione.
- In Avengers: Endgame (2019) Teschio Rosso, ancora interpretato da Marquand, accoglie su Vormir la Vedova Nera e Occhio di Falco, tornati nel 2014 per ottenere la gemma, distrutta assieme alle altre cinque da Thanos nel 2018. Come in Infinity War, informa i presenti che la Gemma dell'Anima richiede il sacrificio di ciò che si ama. Entrambi gli Avengers vogliono sacrificarsi per l'altro, ma alla fine è Natasha a morire e Clint ottiene la gemma, che poi porterà ai suoi compagni.
- Teschio Rosso compare anche nella prima serie animata del Marvel Cinematic Universe What If...? (2021).

### Televisione
- Teschio Rosso è apparso come guest-star nelle serie animate The Marvel Super Heroes, L'Uomo Ragno, L'Uomo Ragno e i suoi fantastici amici, Insuperabili X-Men, Spider-Man - L'Uomo Ragno, Super Hero Squad Show, Avengers - I più potenti eroi della Terra e Ultimate Spider-Man
- Teschio Rosso è uno degli antagonisti principali della serie animata Avengers Assemble.[29]
- Il personaggio compare anche nel crossover Phineas e Ferb: Missione Marvel.
- Teschio Rosso compare nell'anime Disk Wars: Avengers. Dopo la prima sconfitta di Loki, il nazista diventa l'antagonista principale del suo ciclo (dall'episodio 23 fino all'episodio 33), mantenendo un maggior controllo sui DISK di quanto il Dio dell'Inganno abbia potuto con la Sfera dimensionale, ma durante la sua ultima battaglia, alla fine viene catturato in un DISK dal giovane protagonista Akira Akatsuki nell'episodio 33.
- Il personaggio compare nuovamente nell'anime Future Avengers.

### Videogiochi
Il personaggio è apparso in diversi videogame:
- Captain America and the Avengers
- Captain America: Il super soldato
- LEGO Marvel Super Heroes
- Marvel: Sfida dei campioni
- Marvel Future Fight
- LEGO Marvel's Avengers
- LEGO Marvel Super Heroes 2

## Accoglienza
Nel 2013, Complex ha classificato il Teschio Rosso al 16º posto nella lista dei "25 più grandi cattivi dei fumetti di tutti i tempi".
Nel 2014, IGN ha classificato il Teschio Rosso al 14º posto nella lista dei "100 migliori cattivi dei fumetti".
Nel 2022, Newsarama ha classificato il Teschio Rosso al terzo posto nella lista dei "Migliori supercriminali Marvel".
Nel 2022, CBR.com ha classificato il Teschio Rosso al secondo posto nella lista dei "13 cattivi Marvel più importanti" e al sesto nella lista dei "10 supercriminali Marvel più carismatici".